# Portèth d'Aspèth
Portèth d'Aspèth (francès Portet-d'Aspet) és una comuna comengesa situada al departament de l'Alta Garona, a la regió d'Occitània (França). Es troba a 32 km al sud-est de Sent Gaudenç, al peu dels Pirineus. Els carrers de Portèth d'Aspèth es caracteritzen per estar rotulats exclusivament en occità.
Dins del municipi existeix el coll de Portèth d'Aspèth, una de les ascensions clàssiques del Tour de França. Va ser en el descens d'aquest coll que el ciclista italià Fabio Casartelli va perdre la vida en l'edició de 1995

## Demografia
Malgrat els mesos d'hivern Portèth d'Aspèth queda gairebé desert de persones, la comuna s'omple d'habitants durant el mes d'agost, descendents majoritàriament d'antics habitants que han emigrat a les grans ciutats del sud-oest francès (de Bordeus a Tolosa), del sud-est (Lió, Marsella) i fins a la regió de l'Illa de França. La població pot llavors ascendir fins a les 200 persones, sobretot durant la Festa Major local, celebrada cada any el cap de setmana que hi ha abans del 15 d'agost.
| 1962 | 1968 | 1975 | 1982 | 1990 | 1999 |
| ---- | ---- | ---- | ---- | ---- | ---- |
| 112  | 114  | 68   | 65   | 75   | 67   |

## Llocs i monuments
- Coll de Portèth d'Aspèth
- Església de St. Ròc
- Capella de Pomès
- Capella de Speregas